# Wybory parlamentarne w Słowenii w 1996 roku
Wybory parlamentarne w Słowenii w 1996 roku odbyły się 10 listopada 1996. Słoweńcy w głosowaniu wyłonili swoich 88 przedstawicieli do Zgromadzenia Państwowego, pozostałe dwa mandaty w parlamencie zarezerwowane pozostawały dla przedstawicieli mniejszości węgierskiej i włoskiej. Wybory zakończyły się zwycięstwem liberalnych demokratów, których lider Janez Drnovšek ponownie objął urząd premiera.

## Wyniki
| Lista wyborcza                         | Głosy     | %     | Miejsca | Zmiana |
| -------------------------------------- | --------- | ----- | ------- | ------ |
| Liberalna Demokracja Słowenii          | 288 783   | 27,01 | 25      | +3     |
| Słoweńska Partia Ludowa                | 207 186   | 19,38 | 19      | +9     |
| Socjaldemokratyczna Partia Słowenii    | 172 470   | 16,13 | 16      | +12    |
| Słoweńscy Chrześcijańscy Demokraci     | 102 852   | 9,62  | 10      | –5     |
| Zjednoczona Lista Socjaldemokratów     | 96 597    | 0,03  | 9       | –5     |
| Demokratyczna Partia Emerytów Słowenii | 46 152    | 4,32  | 5       | +5     |
| Słoweńska Partia Narodowa              | 34 422    | 3,22  | 4       | –8     |
| Demokratyczna Partia Słowenii          | 28 624    | 2,68  | 0       | –6     |
| Zieloni Słowenii                       | 18 853    | 1,76  | 0       | –5     |
| Mniejszości narodowe                   | –         | –     | 2       | –      |
| Razem                                  | 1 136 211 | 100   | 90      | 0      |

W tabeli pominięto ugrupowania, które uzyskały poniżej 1,5% głosów.